# Drosophila ngemba
Drosophila ngemba är en tvåvingeart som beskrevs av Léonidas Tsacas 1980. Drosophila ngemba ingår i släktet Drosophila och familjen daggflugor.
Artens utbredningsområde är Kamerun.